# Socijalni model invaliditeta
Socijalni model invaliditeta je progresivni politički koncept koji se protivi medicinskom modelu koji se najčešće koristi u zdravstvenim zanimanjima, jer nije tradicionalno dijagramski model kao ni model koji koriste mnogi drugi psihološki i sociološki modeli. Neki istraživači, smatraju da socijalni model invalidnosti posmatra osobe sa invaliditetom kroz način na koji je organizovano samo društvo. Ovaj model ukazuje na postojanje tri elementa iz kojih se razvijaju društveni odnosi, a to su: iskustva osoba sa invaliditetom,   poimanje invaliditeta kao kombinacije oštećenja i nametnutih društvenih barijera, i   konceptualno razjašnjenje, sa ciljem da se, sa naučne osnove, lakše pristupi ograničenjima i barijerama sa kojima se suočavaju osobe sa invaliditetom, i koje dovode do njihove društvene marginalizacije.
Suština ovog modela jeste da pomeri celo društvo ka pozitivnijem stavu po pitanju načina na koji se posmatra život osoba sa invaliditetom i da njima prilagode okruženje.

## Osnovne informacije
Socijalni model invaliditeta čini važnu razliku između pojmova oštećenje i invaliditet. Ova razlika ugrađena je u socijalni konstruktivizam (filozofska osnova socijalnog modela) u kome se na invaliditeta gleda kao na društveni konstrukt koji postoji u stvarnosti izvan jezika unutar složene organizacije zajedničkih značenja, diskursa i ograničenja koje nameće okruženje u određeno vreme i na određenom mestu.
Socijalni model invaliditeta sagledava probleme kroz društvene barijere te na taj način podstiče osobe sa invaliditetom da uklone krivicu sa sebe.
Socijalni model je koncept koji je svestan da neki pojedinci imaju fizičke i psihološke razlike koje mogu uticati na njihovu sposobnost funkcionisanje u društvu. Međutim, socijalni model ističe da je društvo uzrok što pojedinac s fizičkim ili psihološkim razlikama postaje “invalid”.
Drugim riječima osobe s oštećenjima nisu “invalidi” mimo njihovog oštećenja nego su to zbog barijera koje postoje u društvu, koje ne uzima u obzir njihove potrebe.

## Medicinski i socijalni model invaliditeta
Razlika između medicinskog i socijalnog modela invaliditeta su sledeće:
Medicinski model
- Vi ste stradalnik.
- Vi ste problem.
- Vaš invaliditet traži brigu.
- Vi ne možete donositi odluke o svom životu.
- Vi trebate profesionalce kako bi Vam pomogli.
- Vi nikada ne može biti jednaki s osobama bez invaliditeta  (SCIL CIC, 2010).

Socijalni model
- Invalidnost nije individualni problem.
- Osobe s invaliditetom ne mogu se takmičiti pod istim uslovima sa osobama bez invaliditeta jer ima previše prepreka.
- Društvo je dužno ukloniti prepreke.
- Osobe s invaliditetom imaju jednaka prava na punu ravnopravnost kao i svaki drugi građanin.

## Značaj
Pojavom socijalnog modela i filozofije inkluzije došlo je do značajnih promena u mnogim sredinama, u odnosu društva prema osobama sa invaliditetom, posebno prema osobama sa intelektualnim teškoćama.
Ovim promenama značajno je doprineo i pokret samozastupanja koji se smatra jednim od najzanimljivijih i najpozitivnijih pokreta s početka 21. veka. Organizujući se u ovaj pokret osobe s intelektualnim teškoćama pokazale su da ona imaju mnogo toga korisnog reći, ukoliko im se pruži prilika.
Osobe sa invaliditeto žele da budu u potpunosti deo društvene zajednice, da imaju veću samostalnost kontrolu nad svojim životom. Zato je razumljiva njihova želja za socijalnom inkluzijom.
U smislu socijalnog modela osoba s invaliditetom je aktivni borac za ravnopravnost, u partnerstvu sa saveznicima, za stvaranje društva koje je  inkluzivno. Socijalni model za razliku od medicinskog modela prebacuje “krivicu” invaliditeta od osobe sa oštećenjem na “nepravedno, okrutno društvo”.
Danas je socijalni model stekao značajnu popularnost, naročito među onima koji su tradicionalno označeni kao “nesposobni”.
Prema tome ovakav modeli može uticati na naše misli, govor ili ponašanje, i stručnoj, svesno ili nesvesno, treba ih koristiiti u svakodnevnom životu.
Pristupačni turizam
Putovanja, upoznavanje novih predela, kultura, običaja i ljudi, ukoliko se obavlja nesmetano, umnogome doprinosi i povećava stepen socijalnog učešća osoba sa invaliditetom. Sa druge strane, nepristupačni predeli i objekti, turističke destinacije, atrakcije, ili neprijatnosti doživljene na putovanjima,
mogu destimulisati ili onemogućiti uspostavljanje životnih navika. Iz ovoga se može zaključiti da razvoj pristupačnog turizma, kao jednog od socijalnih modela invalidnosti može dosta doprineti povećanju stepena socijalne participacije osoba sa invaliditetom. Veoma je važno da pristupačni turizam bude dobro isplaniran i da u proces pretvaranja destinacija u pristupačne destinacije treba uključiti osobe sa invaliditetom, jer one najbolje znaju šta im je sve potrebno.

## Literatura
- Tatić D., (2003), Ključ za jednakost: standardna pravila UN za izjednačavanje mogučnosti koje se pružaju osobama sa invaliditetom, Centar za samostalni život invalida Srbije, Beograd
- Bowtell J. (2015) Assessing the value and market attractiveness of the accessible tourism industry in Europe: a focus on major travel and leisure companies, Journal of Tourism Futures, 1(3), str.203-222
- Buhalis D., Darcy S. (2011) Accessible Tourism, Concept and Issue, Channel View Publications, United Kingdom
- Cucić V. (2001) Osobe sa invaliditetom i okruženje, Institut za mentalno zdravlje i Handicap International, Beograd

## Spoljašnje veze
Mediji vezani za članak Socijalni model invaliditeta na Vikimedijinoj ostavi